# Pašková (powiat Rożniawa)

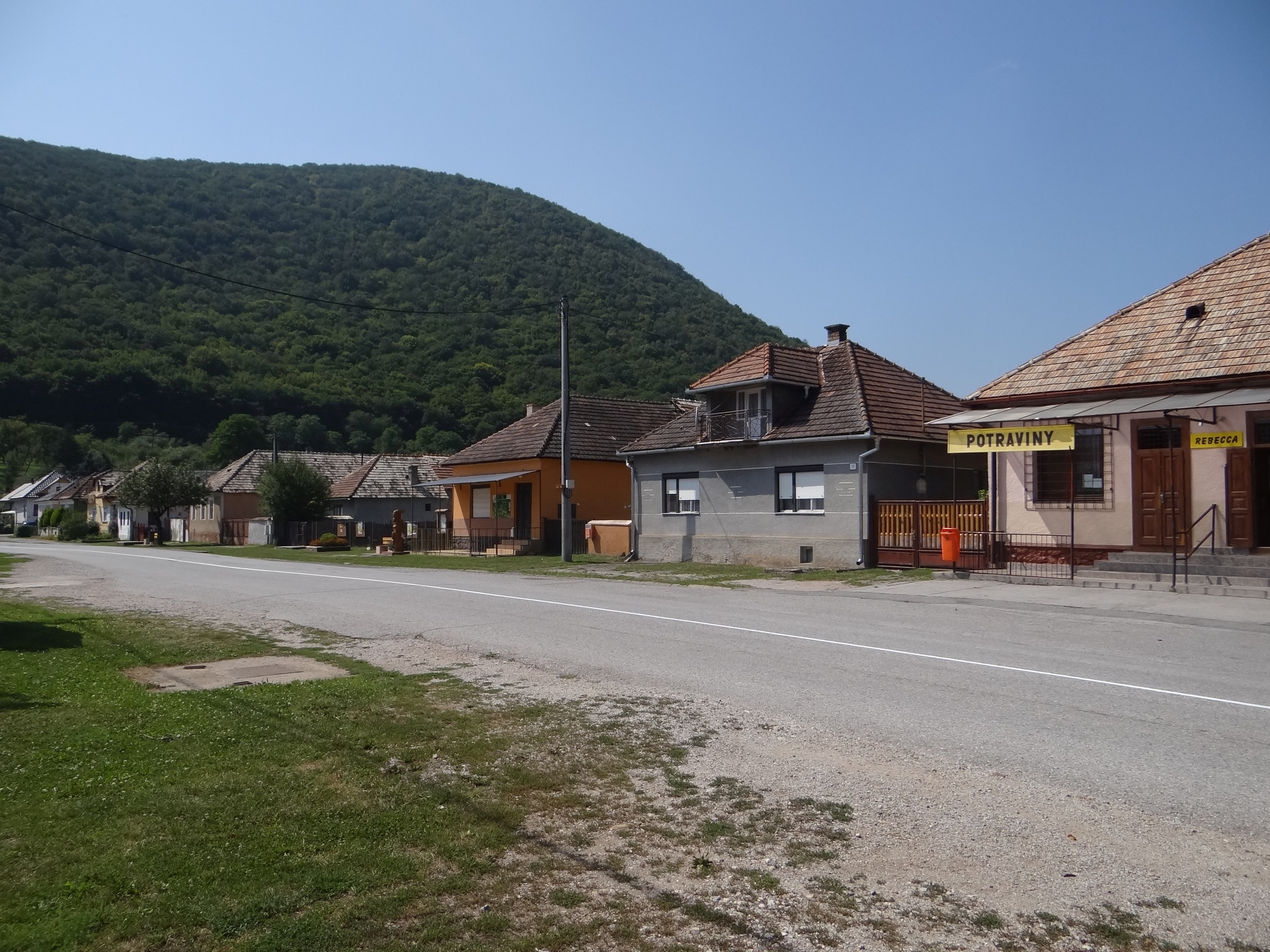

Pašková – wieś (obec) na Słowacji położona w kraju koszyckim, w powiecie Rożniawa.  Miejscowość położona jest w dolinie rzeki Štítnik w mezoregionie Kras Słowacki (Slovenský kras).

## Opis miejscowości
Pierwsze wzmianki o miejscowości pochodzą z roku 1318. 
Według danych z dnia 31 grudnia 2012, wieś zamieszkiwało 317 osób, w tym 167 kobiet i 150 mężczyzn.
W 2001 roku rozkład populacji względem narodowości i przynależności etnicznej wyglądał następująco:
- Słowacy – 22,99%
- Czesi – 1,09%
- Romowie – 0,36%
- Węgrzy – 75,55%

Ze względu na wyznawaną religię struktura mieszkańców kształtowała się w 2001 roku następująco:
- Katolicy rzymscy – 10,22%
- Ewangelicy – 4,38%
- Ateiści – 34,67%